# A1 Ethniki 2015-2016 (pallanuoto maschile)
La A1 Ethniki 2015-2016 è l'85ª edizione della massima divisione del campionato greco maschile di pallanuoto.
Le squadre partecipanti sono dodici, e si affrontano nel classico girone all'italiana con partite di andata e ritorno. A questa fase seguono i playoff per la conquista del titolo a cui prendono parte le prime sei squadre in classifica dopo la conclusione della stagione regolare. Le ultime quattro svolgono i playout per evitare la retrocessione, a cui sono condannate le due squadre perdenti.

## Squadre partecipanti
| Club          | Città         | Piscina                   | Stagione 2014-2015 |
| ------------- | ------------- | ------------------------- | ------------------ |
| Chios         | Chio          | C.N Ionikó                | 9° in A1           |
| Ethnikos      | Pireo         | C.N. Papastrateio         | 4° in A1           |
| Glyfádas      | Glifada       | C.N. Alymou               | 7° in A1           |
| Ilioupoli     | Īlioupolī     |                           | Neopromossa        |
| Kalamaki      | Alimo         |                           | 8° in A1           |
| Olympiakos    | Pireo         | C.N. Papastrateio         | Campione di Grecia |
| Paleo Faliro  | Palaio Faliro |                           | 9° in A1           |
| Panathinaikos | Atene         | Centro Acquatico Olimpico | 2° in A1           |
| PAOK          | Salonicco     | C.N. Ptolemaidas          | 5° in A1           |
| NO Patrasso   | Patrasso      |                           | Neopromossa        |
| Vouliagmeni   | Vouliagmeni   | C.S. NOV                  | 3° in A1           |
| Ydraikos      | Idra          |                           | 6° in A1           |

## Stagione regolare

### Classifica
|  | Pos. | Squadra       | Pt | G  | V  | N | P  | GF  | GS  | DR   |
|  | ---- | ------------- | -- | -- | -- | - | -- | --- | --- | ---- |
|  | 1.   | Olympiakos    | 66 | 22 | 22 | 0 | 0  | 387 | 72  | +315 |
|  | 2.   | Vouliagmeni   | 58 | 22 | 19 | 1 | 2  | 213 | 115 | +98  |
|  | 3.   | Panathinaikos | 46 | 22 | 14 | 4 | 4  | 217 | 151 | +66  |
|  | 4.   | Ydraikos      | 42 | 22 | 13 | 3 | 6  | 191 | 176 | +15  |
|  | 5.   | Ethnikos      | 39 | 22 | 12 | 3 | 7  | 189 | 160 | -29  |
|  | 6.   | PAOK          | 32 | 22 | 10 | 2 | 10 | 198 | 199 | -1   |
|  | 7.   | Glyfádas      | 30 | 22 | 9  | 3 | 13 | 193 | 192 | +1   |
|  | 8.   | Chios         | 29 | 22 | 9  | 2 | 11 | 143 | 181 | -38  |
|  | 9.   | Paleo Faliro  | 23 | 22 | 7  | 2 | 13 | 171 | 207 | -36  |
|  | 10.  | Kalamaki      | 10 | 22 | 3  | 1 | 18 | 151 | 262 | -111 |
|  | 11.  | Ilioupoli     | 9  | 22 | 3  | 0 | 19 | 120 | 257 | -137 |
|  | 12.  | NO Patrasso   | -2 | 22 | 0  | 1 | 21 | 103 | 304 | -201 |

## Play-off
Ai playoff partecipano le prime 6 squadre in stagione regolare. Le squadre dal terzo al sesto posto disputano un turno preliminare, mentre Olympiakos e Ethnikos sono direttamente qualificate in semifinale. La finale è al meglio delle cinque partite, mentre le due squadre sconfitte in semifinale disputano una finale per il 3º posto al meglio dei tre incontri.

### Tabellone
|  | Quarti di finale | Quarti di finale | Quarti di finale | Quarti di finale | Quarti di finale |  |  | Semifinali | Semifinali    | Semifinali  | Semifinali  | Semifinali  |             |   | Finale          | Finale          | Finale          | Finale          | Finale          | Finale          | Finale          |  |
|  |                  |                  |                  |                  |                  |  |  |            |               |             |             |             |             |   |                 |                 |                 |                 |                 |                 |                 |  |
|  |                  |                  |                  |                  |                  |  |  | 1          | Olympiakos    | Olympiakos  | 13          | 13          |             |   |                 |                 |                 |                 |                 |                 |                 |  |
|  | 4                | Ydraikos         | 11               | 7                | 7                |  |  |            | Ethnikos      | Ethnikos    | 7           | 5           |             |   |                 |                 |                 |                 |                 |                 |                 |  |
|  | 5                | Ethnikos         | 9                | 10               | 12               |  |  |            |               |             |             |             |             |   | Olympiakos      | Olympiakos      | Olympiakos      | Olympiakos      | 11              | 10              | 10              |  |
|  |                  |                  |                  |                  |                  |  |  |            |               | Vouliagmeni | Vouliagmeni | Vouliagmeni | Vouliagmeni | 3 | 8               | 5               |                 |                 |                 |                 |                 |  |
|  |                  |                  |                  |                  |                  |  |  | 2          | Vouliagmeni   | 12          | 4           | 12          |             |   |                 |                 |                 |                 |                 |                 |                 |  |
|  | 3                | Panathinaikos    | Panathinaikos    | 12               | 12               |  |  |            | Panathinaikos | 10          | 8           | 6           |             |   |                 |                 |                 |                 |                 |                 |                 |  |
|  | 6                | PAOK             | PAOK             | 6                | 6                |  |  |            |               |             |             |             |             |   | Finale 3º posto | Finale 3º posto | Finale 3º posto | Finale 3º posto | Finale 3º posto | Finale 3º posto | Finale 3º posto |  |
|  |                  |                  |                  |                  |                  |  |  |            |               |             |             |             |             |   |                 |                 |                 |                 |                 |                 |                 |  |
|  |                  |                  |                  |                  |                  |  |  |            |               |             |             |             |             |   | Panathinaikos   | Panathinaikos   | Panathinaikos   | Panathinaikos   | Panathinaikos   | 7               | 12              |  |
|  |                  |                  |                  |                  |                  |  |  |            |               |             |             |             |             |   | Ethnikos        | Ethnikos        | Ethnikos        | Ethnikos        | Ethnikos        | 2               | 10              |  |